# Nafarroa Bai
Nafarroa Bai (dal basco: Navarra Sì) fu una coalizione di partiti politici spagnoli, operativi in Navarra, fondata nel 2008. Ad essa presero parte:
- il Partito Nazionalista Basco (EAJ-PNV);
- Eusko Alkartasuna (EA);
- Aralar;
- Batzarre.

## Storia
Presentatasi alle elezioni generali del 2004 e a quelle del 2008, l'alleanza ottenne un deputato, l'indipendente Uxue Barkos; in ambito navarro raggiunse, rispettivamente, il 17,98% e il 18,39% dei voti.
La coalizione non si presentò invece nei Paesi Baschi, dove Partito Nazionalista Basco, Eusko Alkartasuna e Aralar concorsero in liste tra loro concorrenti: in ambito basco, alle generali del 2004 tali soggetti politici ottennero, rispettivamente, il 33,72%, il 6,48% e il 3,09% dei voti (Aralar insieme a Zutik); alle generali del 2008, conseguirono il 27,11%, il 4,46% e il 2,66%.
In vista delle elezioni generali del 2011 la coalizione si sfaldò: Eusko Alkartasuna e Aralar dettero vita ad Amaiur, cui aderì anche Alternatiba; Batzarre aderì a Izquierda-Ezkerra (nella coalizione La Sinistra Plurale); il Partito Nazionalista Basco promosse Geroa Bai, insieme a Zabaltzen (formato dagli esponenti degli altri tre partiti che intendevano proseguire l'esperienza di Nafarroa Bai) e Atarrabia Taldea.

## Risultati
| Elezione      | Voti   | %    | Seggi   |
| ------------- | ------ | ---- | ------- |
| Generali 2004 | 61.045 | 0,24 | 1 / 350 |
| Generali 2008 | 62.398 | 0,24 | 1 / 350 |